# 菅虎雄
菅 虎雄（すが とらお、1864年11月17日（元治元年10月18日） - 1943年（昭和18年）11月13日）は、明治-昭和前期の日本のドイツ語学者・書家。号は無為、白雲、陵雲。夏目漱石の親友で、第一高等学校の名物教授としても知られた。芥川龍之介から尊敬され、芥川の処女刊行本『羅生門』の題字の揮毫をした挿話も有名である。

## 経歴
筑後国御井郡呉服町（現・福岡県久留米市城南町）の医師、菅京山の次男として生まれた。1880年（明治13年）、17歳の時上京し、1891年（明治24年）日本初のドイツ文学士として帝国大学文科大学独逸文学科を卒業する。卒業後、教師として、東京外国語学校、第五高等学校、第三高等学校教授等を歴任。1896年（明治29年）には漱石を五高へ招いた。1907年（明治40年）9月に第一高等学校に着任してからは、1940年（昭和15年）3月に依願退職するまで同校ドイツ語教師として勤務した。
息子の菅忠雄は文藝春秋社に務め、川端康成の創刊した同人誌『文藝時代』の同人でもあった。

## 菅と漱石
菅が帝大にいた時、英文学科の2年後輩に夏目金之助がいた。菅は、漱石を五高へ招いたり、円覚寺への参禪を促したり、2人は生涯に渡って親友であり続けた。ちなみに、漱石は、1897年（明治30年）4月18日、正岡子規宛の手紙に、「今春期休に久留米に至り高良山に登り、それより山越を致し発心と申す処の桜を見物致候。......」と書いている。これは親友の管虎雄が病気のため五高を辞して、郷里久留米に引きこもったのを、見舞うための旅行であったようだ（小宮豊隆『夏目漱石』）。能書家としても知られ、漱石の墓碑銘は菅虎雄の手になる。